# Ita Maria Eisenring
Ita Maria Eisenring (* 1927; † 2009) war eine Schweizer Juristin. Sie wurde 1959 als schweizweit erste Staatsanwältin gewählt.

## Leben
Ita Maria Eisenring studierte zuerst an der Universität Zürich Germanistik, Geschichte und Bibliothekswissenschaften, später wechselte sie zu den Rechtswissenschaften. Ihr Vater und einige Grossväter waren ebenfalls Juristen. Ein Grossvater war der Jurist und Politiker Johann Baptist Eisenring.
Ab 1955 arbeitete Eisenring als Jugendfürsorgerin und Juristin bei der Staatsanwaltschaft des Kantons St. Gallen. 1959 wurde sie als schweizweit erste Staatsanwältin gewählt. Vorläufig war sie ausserordentliche Staatsanwältin; nachdem 1972 das kantonale Frauenstimmrecht eingeführt worden war, war sie ordentliche Staatsanwältin. Ab 1974 war sie die schweizweit erste Kantonalrichterin. 1979 wurde sie zur ersten Kantonsgerichtspräsidentin der Schweiz gewählt. 1985 gab sie ihr Amt aus gesundheitlichen Gründen auf.
Nach ihrem Amt als Richterin wurde sie vom Kanton 1998 beauftragt, Fälle von sexuellem Missbrauch im Kinderheim «Bild» in Mogelsberg aufzuarbeiten. Sie starb 2009 an einer unfallverursachten Hirnblutung.